# Quốc ca Cộng hòa Xã hội chủ nghĩa Xô viết Moldavia
"Quốc ca Cộng hòa Xã hội chủ nghĩa Xô viết Moldovia"tiếng Romania: Имнул де Стат ал РСС Молдовенешть, đã Latinh hoá: Cyrl; tiếng Romania: Imnul de Stat al RSS Moldovenești; tiếng Nga: Гимн Молдавской ССР, đã Latinh hoá: Gimn Moldavskoj SSR là quốc ca của Moldavia Xô viết–Cộng hòa cấu thành của Liên Xô.
Ban đầu, bài quốc ca có tên là "Moldova cu doine străbune pe plaiuri" và được sáng tác bởi Ștefan Neaga, với lời bài hát của các nhà thơ Emilian Bukov và Bogdan Istru (Ivan Bodarev) vào năm 1945.
Ivan Bodiul, Bí thư thứ nhất của Đảng Cộng sản Moldova, nhà soạn nhạc được ủy quyền Eduard Lazarev để sửa đổi bài quốc ca trong "Đổi mới âm nhạc". (phiên bản thứ hai của Quốc ca).
Lời bài hát đã được viết lại, bỏ tất cả các câu liên quan đến Joseph Stalin. Phần nhạc cũng được thay đổi, loại bỏ cấu trúc ba khổ ban đầu để thay thế cho cấu trúc ba đoạn đơn.
Những từ đầu của bài quốc ca đã được đổi thành "Moldova Sovietică".

## Lời bài hát

### 1945–1980

#### LờiTiếng Moldova/Tiếng România
| Chữ Kirin (chính thức) | Chữ Latin | Chuyển tự IPA |
| I Молдова ку дойне стрэбуне пе плаюрь, Ку поамэ ши пыне пе дялурь ши вэй. Луптынд ку-ажуторул Русией мэреце, А врут неатырнаря пэмынтулуй ей. Рефрен: Славэ ын вякурь, Молдовэ Советикэ, Креште ку алте републичь сурорь, Ши ку драпелул Советик ыналцэ-те, Калия сэ-ць фие авынт креатор. II Пе друмул луминий ку Ленин ши Сталин, Робия боерилор крунць ам ынвинс. Пе ной дин избындэ-н избындэ ыннаинте, Не дуче слэвитул партид комунист. Рефрен III Ын армия ноастрэ, луптынд витежеште, Пе душманий цэрий ый вом бируи, Ши-н маря фамилие а Униуний, Молдова Советикэ-н вечь а-нфлори. Рефрен | I Moldova cu doine străbune pe plaiuri, Cu poamă și pâne pe dealuri și văi. Luptând cu-ajutorul Rusiei mărețe, A vrut neatârnarea pământului ei. Refren: Slavă în veacuri, Moldovă Sovietică, Crește cu alte republici surori, Și cu drapelul Sovietic înalță-te, Calea să-ți fie avânt creator. II Pe drumul luminii cu Lenin și Stalin, Robia boierilor crunți am învins. Pe noi din izbândă-n izbândă înainte, Ne duce slăvitul partid comunist. Refren III În armia noastră, luptând vitejește, Pe dușmanii țării îi vom birui, Și-n marea familie a Uniunii, Moldova Sovietică-n veci a-nflori. Refren | 1 [mol.do.ʝa ku doj.ne strə.bu.ne ce pla.jur] [ku po̯a.mɨ ʃɨ pɨ.ne ce de̯a.lur ʃɨ vəj ‖] [lup.tənd kwa.ʒu.to.rul ru.sɨ.jej mə.rə.tsə] [a vrut ne̯a.tɨr.na.rɛ pə.mɨn.tu.luj jej ‖] [rə.frən] [sla.vɨ ɨɱ va.kur ǀ mol.do.vɨ so.ʝə.ti.kɨ] [krəʃ.te ku al.te rə.pu.bli(t)ʃʲ su.ror] [ʃɨ ku dra.ce.lul so.ʝə.tik ɨ.nal.tsə.te] [ka.lɛ səts çi.je a.vɨnt kra.tor ‖] 2 [ce dru.mul lu.ɲi.nij ku le.nin ʃɨ sta.lin] [ro.ɟi.je bo.je.rɨ.lor krunts am ɨn.ʝins ‖] [ce noj din iz.bɨn.dəʔn̩ iz.bɨn.dɨ ɨ.na.in.te] [ne du.(t)ʃe slə.ʝi.tuʎ car.tid ko.mu.nist ‖] [rə.frən] 3 [ɨn ar.ɲi.je no̯as.trə ǀ lup.tɨnd ʝi.te.ʒəʃ.te] [ce duʃ.ɲa.nij tsə.rɨj ɨj vom ɟi.ru.i] [ʃɨʔɲ̩ ɲa.rɛ ça.ɲi.li.je a u.ni.u.nij] [mol.do.ʝa so.ʝə.ti.kəʔɲ̩ ʝe(t)ʃʲ aɱ.flo.ri ‖] [rə.frən] |

#### Dịch
| Tiếng Việt | Tiếng Nga | Tiếng Anh |
| ---------- | --- | --- |
|            | 1-й куплет: Молдова с древними дойнами на своих землях, С виноградом и хлебом на холмах и долинах. Борясь с помощью великой России, Она хотела независимости своей земли. Припев: Славься в веках, Советская Молдова, Развивающаяся с другими братскими республиками, И с Советами твой флаг поднимается, Для развития и созидания. 2-й куплет: Идя по светлому пути с Лениным и Сталиным, Мы победили рабство жестоких дворян. От победы к победе Нас ведёт славная Коммунистическая партия. Припев 3-й куплет: С нашей армией, борящейся доблестно, Мы преодолеем врагов страны, И в большой семье Союза, Советская Молдавия всегда будет процветать. Припев | 1st verse: Moldova, land of ancestral doinas abound, Its hills and valleys, where grapes and bread are found. With the aid of Great Russia, we fight in battle, To make thy land free, we conquer thy struggle. Refrain: O Soviet Moldova, eternally flourish, With the others, we are able to grow, And around thy Soviet flag, up it riseth, Let the path be thy great gifted flow. 2nd verse: Lenin and Stalin, with us, in thy path agleam, We have defeated the cruel boyar's bondage. For us from victory to victory alee, The glorious Communist Party leadeth us! Refrain 3rd verse: Among our Army, fighting valiantly, We'll beat the enemies of thy country, And in thy great family of the Union, Soviet Moldavia shall flourish evermore. Refrain |

### 1980-1991

#### Lời Tiếng Moldova/Tiếng România
| Chữ Kirin (chính thức) | Chữ Latin | Chuyển tự IPA |
| Молдова Советикэ, плаюл ностру-н флоаре, Алэтурь де алте републичь сурорь. Пэшеште ымпреунэ ку Русия маре, Спре ал Униуний сенин виитор. Дойна ынфрэцирий прослэвеште Цара, Ку ынцелепчиуне кондусэ де Партид. Кауза луй Ленин – каузэ мэряцэ – О ынфэптуеште попорул стрынс унит. Славэ ын вякурь, ренэскут пэмынт! Мунка сэ-ць фие креатор авынт! Ши комунизмул – цел нестрэмутат – Ыналцэ-л прин фапте пентру феричиря та! | Moldova Sovietică, plaiul nostru-n floare, Alături de alte republici surori. Pășește împreună cu Rusia mare, Spre al Uniunii senin viitor. Doina înfrățirii proslăvește Țara, Cu înțelepciune condusă de Partid. Cauza lui Lenin – cauză măreață – O înfăptuiește poporul strâns unit. Slavă în veacuri, renăscut pământ! Munca să-ți fie creator avânt! Și comunismul – țel nestrămutat – Înalță-l prin fapte pentru fericirea ta! | [mol.do.ʝa so.ʝə.ti.kɨ ǀ pla.jul nos.truʔɱ̩ flo̯a.rə] [a.lə.tur de al.te rə.pu.bli(t)ʃʲ su.ror ‖] [pə.ʃəʃ.te ɨm.prəw.nɨ ku ru.sɨ.je ɲa.rə] [sprə al u.ni.u.nij sə.niɲ ʝi.ji.tor ‖] [doj.na ɨɱ.frər.tsɨ.rɨj pro.slə.ʝeʃ.te tsa.ra] [ku ɨn.tsə.lep.(t)ʃi.u.ne kon.du.sɨ de car.tid ‖] [kaw.za luj le.nin ǀ kaw.zɨ mə.ra.tsɨ] [o ɨɱ.fəp.tu.jeʃ.te po.po.rul strɨns u.nit ‖] [sla.və ɨɱ va.kur ǀ rə.nəs.kut pə.mɨnt ‖] [muŋ.ka səts çi.je kra.tor a.vɨnt ‖] [ʃɨ ko.mu.niz.mul tsəl nes.trə.mu.tat] [ɨ.nal.tsəʔl̩ prɨɲ çap.te cen.tru çe.rɨ.(t)ʃi.rɛ ta ‖] |